# Volo Prinair 277
Il volo Prinair 277 era un regolare volo passeggeri della compagnia aerea portoricana Prinair, tra l'aeroporto Harry S. Truman di Charlotte Amalie, Isole Vergini Americane, e l'aeroporto internazionale Isla Verde di Carolina, un sobborgo di San Juan. Il 5 marzo 1969 il volo, operato dal De Havilland DH.114 Heron N563PR, si schiantò contro una montagna vicino a Fajardo, uccidendo tutti i 19 occupanti a bordo.

## Il volo
Il volo Prinair 277 partì da Charlotte Amalie alle 17:15 di mercoledì 5 marzo 1969 per un breve volo verso l'aeroporto principale della zona di San Juan in Carolina. Il viaggio non incontrò alcun problema finché l'aereo non passò sopra la terraferma di Porto Rico. Fu in quel momento che il pilota dell'aereo contattò il controllo di avvicinamento di San Juan, comunicando che stavano volando a 4.000 piedi (1.200 m) e mantenendo quel livello di volo.
Quindi, il controllore di avvicinamento dell'aeroporto rispose con "Prinair due sette sette contatto radar di controllo di avvicinamento di San Juan tre miglia a est di Isla Verde, volate una rotta di due cinque zero per un vettore per ILS finale, mantienete quattromila". Il controllore di avvicinamento, che era un tirocinante, pensò erroneamente che il volo 277 fosse vicino a San Juan, ma era invece vicino a Luquillo in quella che viene descritta come "l'intersezione di Fajardo". Un minuto dopo questa comunicazione, al volo Prinair 277 fu chiesto di passare al livello di volo 3, o 3.000 piedi (900 m) e prepararsi all'atterraggio. L'Heron venne indirizzato per un atterraggio sulla pista 7. I piloti dell'aereo, fiduciosi che le informazioni fornite loro fossero corrette, seguirono le istruzioni e si prepararono all'atterraggio, trovandosi presto di fronte a una montagna impossibile da evitare. Alle 17:38, 23 minuti dopo il decollo da St. Thomas, il velivolo si schiantò contro alcuni alberi sulle montagne della Sierra Luquillo, uccidendo tutti a bordo.

## L'indagine
Gli investigatori dell'NTSB scoprirono che a questo incidente non era possibile sopravvivere. La casa e gli effetti personali del controllore furono esaminati come parte dell'indagine e si scoprì che aveva una tipica vita familiare, insieme ad alcuni degli arredi e degli oggetti elettrici trovati in una tipica casa di famiglia.
Il 17 marzo 1969, il controllore rivelò agli inquirenti che tre anni prima un medico di volo lo aveva mandato da uno psichiatra e da uno psicologo e che il 5 marzo, il giorno dell'incidente, si sentiva molto teso e ansioso.
Fu notato anche che nell'area dell'incidente si trovavano diverse vette che superavano i 3.000 piedi (900 m) e che le condizioni meteorologiche di quel giorno avrebbero impedito ai piloti di vedere le montagne davanti a loro.
Le indicazioni errate del controllore significavano che pensava che l'aereo fosse 10 miglia (16 km) più a ovest di quanto non fosse in realtà. Verso le 17:33, o cinque minuti prima dell'incidente, il supervisore del coordinatore di volo gli ordinò di andare a svolgere altri compiti, e poi procedette a dare istruzioni all'istruttore del controllore di andare a svolgere compiti collaterali. A quel punto, il controllore stava dirigendo 5 voli, incluso il volo Prinair 277. Alcuni piloti di questi cinque voli furono sentiti lamentarsi perché le trasmissioni dell'istruttore stavano interrompendo quelle del controllore.
L'indagine portò alla luce altri elementi chiave.